# Prystin
Prystin (ukr. Пристін) – wieś na Ukrainie, w obwodzie charkowskim, w rejonie kupiańskim. W 2001 liczyła 823 mieszkańców, spośród których 699 posługiwało się językiem ukraińskim, 114 rosyjskim, 7 ormiańskim, 1 romskim, 1 innym, a 1 się nie zdeklarował.